# René de Saussure

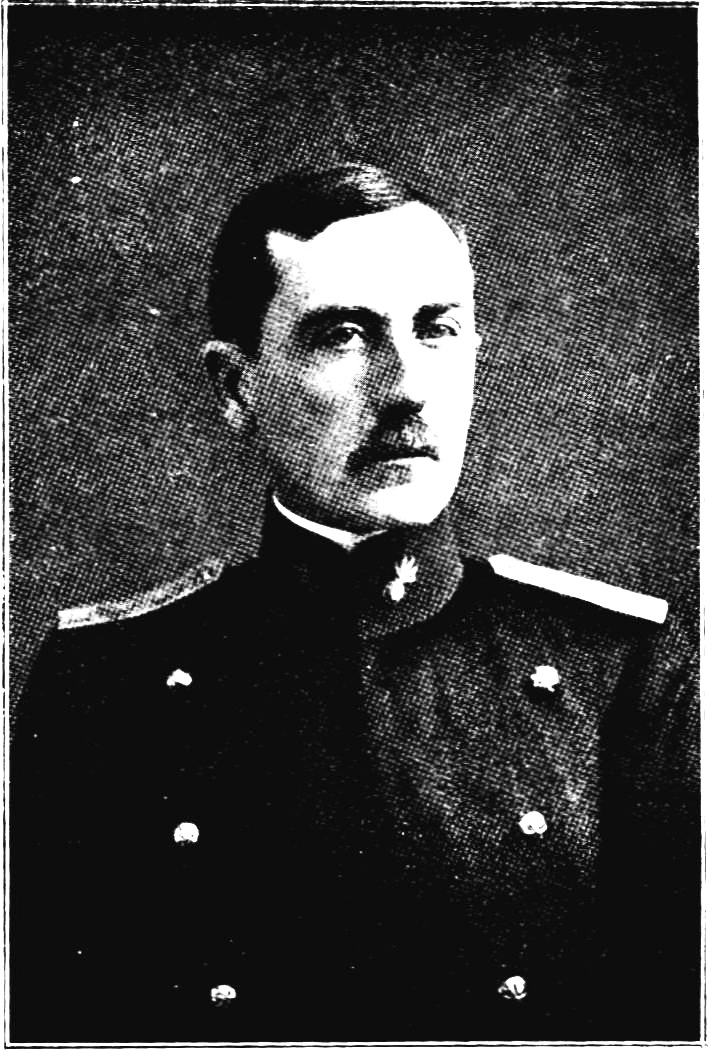
René de Saussure

René de Saussure (* 17. März 1868 in Genf; † 2. Dezember 1943 in Bern) war ein Schweizer Mathematiker, Linguist und Esperantist.

## Leben und Wirken
Er war der Sohn des Naturforschers Henri de Saussure und Bruder des Linguisten Ferdinand de Saussure, des Malers Horace de Saussure und des Sinologen Léopold de Saussure. Er blieb auch später eng mit seinem Bruder Léopold verbunden und holte sich von ihm Informationen über das Chinesische. Sie erfanden auch eine eigene Sprache, die ihr Bruder Ferdinand zu entschlüsseln versuchte.
René de Saussure studierte 1887 bis 1889 an der École polytechnique in Paris und ging dann in die USA. 1895 wurde er an der Johns Hopkins University in Mathematik promoviert (Dissertation: Sur la generation des courbes par roulement) und war 1896 bis 1899 Mathematikprofessor an der Catholic University of America in Washington D. C. Außerdem hatte er mit seinem Bruder Horace ein Architekturbüro in Virginia. 1899 ging er in die Schweiz zurück und hatte Stellen an den Universitäten Genf und Bern. 1904 bis 1910 lehrte er zur selben Zeit an der Universität Genf, als sein Bruder Ferdinand dort als Professor seine bekannten Kurse in Linguistik gab, und er tauschte sich mit diesem aus, auch wenn er mehr an dem Austausch mit seinem älteren Bruder Ferdinand in Linguistik interessiert war als dieser an seinen Ansichten dazu. Ferdinand de Saussure starb 1913, sein Bruder konnte aber das Manuskript von dessen 1916 postum erschienenen Vorlesungen in allgemeiner Linguistik für seine eigene Arbeit zur Wortstruktur von Esperanto benutzen. 1910 hielt er als Privatdozent einen Kurs an der Universität Genf über die Geschichte der künstlichen Sprachen von Descartes und Leibniz bis Esperanto.
1920 bis 1925 war er Professor an der Universität Bern. Beim Jubiläum der Universität Bern 1934 war er Repräsentant der amerikanischen Universitäten und im selben Jahr wurde er Ehrendoktor der Universität Genf.
Er ist bekannt für linguistische Arbeiten (Logik der Wortkonstruktionen, Morphologie) in der Kunstsprache Esperanto, insbesondere sein Hauptwerk Fundamentaj reguloj de la vortteorio en Esperanto (Grundlegende Regeln der Worttheorie in Esperanto). Damit verteidigte er die Sprache auch gegen Kritik zum Beispiel von Louis Couturat. Er entwickelte eine Worttheorie von Sprachen, die sich grundsätzlich von der seines Bruders Ferdinand de Saussure unterschied (atomare Zerlegung in morphemischer Analyse statt Wortstruktur über die Relation zu anderen Worten). In der Zeit nach dem Ersten Weltkrieg schlug er Reformen der Sprache Esperanto vor, die er zu einer Sprache Esperanto II weiterentwickelte. Er war Berater der Auxiliary Language Association, die Interlingua propagierte.
1907 schlug er eine internationale Währung Spesmilo vor, die auch von der Ĉekbanko esperantista und einigen anderen britischen und Schweizer Banken vor dem Ersten Weltkrieg benutzt wurde.
Als Mathematiker befasste er sich mit Geometrie, speziell Kinematik (Bewegung von Körpern im Raum).
1892 heiratete er die Amerikanerin Jeanne Davin und wurde US-amerikanischer Staatsbürger. Seine Frau starb bereits 1896 und er heiratete 1898 die Genferin Catherine Maurice, die aber schon 1899 bei der Geburt ihres gemeinsamen Sohnes Jean de Saussure starb. Darauf kehrte René de Saussure mit dem Sohn zurück in die Schweiz, wo er später Violette Herr aus Zürich heiratete, mit der er einen weiteren Sohn Maxime hatte.

## Schriften (Auswahl)
- Principes logiques de la formation des mots. Impr. Albert Kündig, Genf 1911.
- La structure logique des mots dans les langues naturelles, considérées au point de vue des son application aux langues artificielles. Librairie A. Lefilleule, Bern 1919.

Ausgaben einiger seiner Werke in Esperanto wurden nachgedruckt bei A. E. Iltis in Saarbrücken:
- La logika bazo de vortfarado en Esperanto. 1984 (zuerst Univ. Esp. Librejo, Genf 1910).
- La vort-teorio de Esperanto. 1982 (zuerst Univ. Esp. Librejo, Genf 1914).
- Resumo de la teorio de Antido. 1982 (zuerst Genf 1910).
- Konkurso kia estas la logika senco de l’vorto „grando“?. 1969 (zuerst Genf 1911).